# Sulfoxiarseniato
En Química,  sal resultante de sustituir por los metales el hidrógeno básico de un ácido hipotético denominado sulfoxiarseniato:
- Cuando se tratan los arseniatos solubles por el hidrógeno sulfurado la sustitución del oxígeno por el azufre no tiene lugar de una manera inmediata.
- Produciéndose por parte origina los compuestos en cuestión que fueron estudiados por:
  - Bouquet
  - Stanislas Cloëz; alguna obra: Notice sur les travaux scientifiques de M. St. Clöez.., París, 1866 ;Observations et espériences sur l'oxydation.., París: E. Thunot, 1866; Recherches sur les éthers cyaniques,.., París, 1866; Recherches sur la nitrification,..., París: C. Lahure, 1862; Faits relatifs aux divers états du soufre.., París, 1858.
- Deben considerarse como intermedios entre los arseniatos y los sulfoarseniatos

## Arseniatos
Combinación del ácido arsénico con una base y hay que considerar:
- Ordinarios
- Piro-arseniatos.- Resultan de la combinación del ácido piro-arsénico con las bases.
- Meta-arseniatos.- Resultan de la combinación del ácido metarsénico con las bases.

Los arseniatos pueden ser como los fosfatos correspondientes:
- Monometálicos, son todos solubles.
- Bimetalicos.- Los de bario, estroncio y calcio se disuelven en presencia de las sales amónicas
- Trimetálicos
- Se prepararon neutralizando el ácido por las bases y los insolubles por precipitación
- Los cuerpos reductores los transforman en arseniuros y alguna vez en arsénico metálico.
- Algunos arseniatos:
  - De amonio
  - De bario
  - De bario y amnio
  - De bismuto
  - De calcio
  - De calcio y amnio
  - De cobalto
  - De cobre
  - Ferroso
  - Férrico
  - De magnesia
  - De manganeso
  - De manganeso y amnio
  - Mercurioso
  - Mercúrico
  - De níquel
  - De plomo
  - De potasa
  - De sosa
  - Sódico-potásico
  - Sódico-amónico
  - Zinc
  - De zinc amoniacal

## Sulfoarseniatos
Sal derivada del ácido sulfoarsénico sustituyendo su hidrógeno por los metales y también por la combinación del pentasulfuro de arsénico o sulfuro arsénico con los sulfuros electropositivos.

## Sulfoxiarsenito monopotásico
En el siglo XIX, era el compuesto que mejor se conocía, que una vez preparado, se obtuvo un cuerpo blanco cristalizable en pequeños prismas poco solubles en agua y cuya disolución se altera poco a poco abandonando azufre.

## Arsenito
Combinación del ácido arsenioso con una base y puede ser tri, di o monometálico.

## Arseniuro
Combinación binaria del arsénico y otro cuerpo cualquiera más electropositivo que el arsénico y son interesantes los siguientes arseniuros:
- De zinc
- De plomo
- De platino